# Desmopachria mexicana
Desmopachria mexicana är en skalbaggsart som beskrevs av Sharp 1882. Desmopachria mexicana ingår i släktet Desmopachria och familjen dykare. Inga underarter finns listade i Catalogue of Life.